# Dolna Nevlea, Sofia
Dolna Nevlea (în bulgară Долна Невля) este un sat în comuna Dragoman, regiunea Sofia,  Bulgaria. 

## Demografie
Componența etnică a satului Dolna Nevlea
     Nicio identificare (100%)
     Altele (0%)
La recensământul din 2011, populația satului Dolna Nevlea era de 3 locuitori. . Pentru 100,0% din locuitori nu este cunoscută apartenența etnică.